# Coryphodon

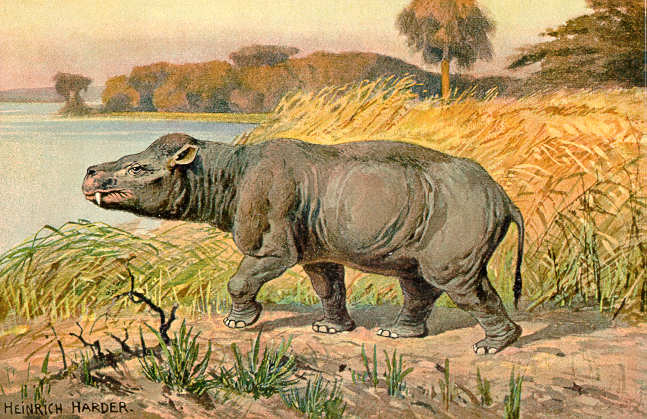
Coryphodon auf dem Weg ins Wasser

Coryphodon ist ein ausgestorbenes Säugetier, das vom Ende des Paläozäns bis zum frühen Eozän, also vor rund 59 bis 51 Millionen Jahren lebte. Die Art wurde 1845 von Richard Owen beschrieben.

## Merkmale
Coryphodon erreichte ein Lebendgewicht von einer halben Tonne, eine Schulterhöhe von über einem Meter und eine Körperlänge von bis zu 2,25 Meter. Der Körper war tonnenförmig, die Beine relativ kurz und stämmig. An den Backenzähnen erkannte man ihre herbivore Ernährungsweise. Die Männchen besaßen vergrößerte Eckzähne, die wohl bei Kämpfen mit Rivalen zum Einsatz kamen. Coryphodon hatte im Verhältnis zum Körper das kleinste Gehirn aller Säugetiere. Es wog 90 Gramm und machte daher nur 0,018 % des Körpergewichts aus.

## Lebensweise
Aufgrund des relativ plumpen Körperbaus ist eine halb-aquatische Lebensweise sehr wahrscheinlich. Coryphodon fraß wahrscheinlich Blumen und Wasserpflanzen. Seine natürlichen Feinde waren carnivore Cimolesta. Es war eine relativ leichte Beute, da es weder schnell war, noch irgendeinen Schutz in Form von einer Panzerung oder Ähnlichem besaß.

## Systematik
Obwohl Coryphodon einem Flusspferd sehr ähnlich sah, war es nicht einmal entfernt mit ihm verwandt. Stattdessen ist es der Namensgeber und größte Vertreter der Coryphodontidae. Die Coryphodontidae gehörten zu den Pantodonten, einer primitiven Säugerfamilie, die ihre Blütezeit im Paläozän und Eozän erlebte. Die Pantodonten waren die ersten bekannten Säuger, die überhundsgroße Ausmaße erreichten. Am Ende des Eozäns wurden sie wahrscheinlich von effektiveren und schnelleren Weidetieren wie den Brontotheriidae verdrängt.